# Laguna de Lagos
La Laguna de Lagos (en inglés: Lagos Lagoon) es una cuerpo de agua que recibe el mismo nombre que la ciudad de Lagos, en el país africano de Nigeria, la segunda ciudad más grande de África, que se encuentra en su parte suroeste. El nombre se deriva del portugués, por lo que la denominación inglesa Lagos Lagoon es un ejemplo de un nombre de lugar tautológico.
La laguna tiene más de 50 km de largo y de 3 a 13 km de ancho, está separada del Océano Atlántico por un largo paso de arena de 2 a 5 km de ancho, que tiene márgenes pantanosas en un lado de la laguna. Su superficie es de aproximadamente 460 km². La laguna es bastante superficial y no permite el acceso de los buques de alta mar, solo es navegable por barcazas y barcos más pequeños.
La laguna recibe la descarga del río Ogun y del río Osun. 